# Onychopterocheilus pamirensis
Onychopterocheilus pamirensis är en stekelart som först beskrevs av Gottlieb Wilhelm Bischoff 1930.  Onychopterocheilus pamirensis ingår i släktet Onychopterocheilus och familjen Eumenidae. Utöver nominatformen finns också underarten O. p. pentheri.